# Neuer Allgemeiner Nationalkongress
Der Neue Allgemeine Nationalkongress (NGNC; arabisch المؤتمر الوطني العام الجديد, DMG al-Muʾtamar al-Waṭanī al-ʿāmm al-ǧadīd) war ein selbst ausgerufenes Parlament von Politikern aus den Blöcken und Parteien, welche die Parlamentswahl in Libyen 2014 zum Abgeordnetenrat im Juni 2014 in Libyen nicht anerkennen. Es stützte sich auf Abgeordnete des mit islamistischer Mehrheit geführten Allgemeinen Nationalkongress, welcher aus der Wahl zum libyschen Nationalkongress 2012 hervorging. Der GNC wurde international nicht anerkannt.

## Zusammensetzung
Getragen wird der GNC hauptsächlich von islamistischen Gruppierungen. Aber auch säkulare Kräfte wie die Demokratische Partei Libyens unterstützen den Neuen Allgemeinen Nationalkongress. Vertreten sind Politiker der islamistischen Muslimbruderschaft, der Union des Vaterlandes aus Misrata, der Demokratischen Partei Libyens, Unabhängige Kandidaten sowie Vertreter der nationalen Minderheiten der Berber und Tuareg wie etwa Ex-Präsident Nuri Busahmein, welcher dem Gremium vorsteht.

## Geschichte
Im Zuge des neuerlichen Bürgerkrieges eroberte das Militärbündnis Fadschr Libia im August 2014 die Hauptstadt Tripolis. Die Gruppierung bezeichnete sich als einzige legitime Regierung Libyens und erklärte den Neuen Allgemeinen Nationalkongress zum „Parlament“ Libyens. Der selbsternannte Neue Allgemeine Nationalkongress wird von seinem Präsidenten Nuri Busahmein und seinem erklärten Ministerpräsidenten Chalifa al-Ghawi geführt. Nuri Busahmein war früher Präsident des international anerkannten ersten Allgemeinem Nationalkongresses der vom 8. August 2012 bis zum 4. August 2014 existierte und damit bis August 2014 auch offizielles Staatsoberhaupt Libyens.
Gegen den damaligen Allgemeinen Nationalkongress versuchten Anhänger der jetzigen Regierung im Mai 2014 einen Staatsstreich unter General Chalifa Haftar. Die Demokratische Partei Libyens wirft der Regierung vor, eine neue Diktatur unter General Haftar anzustreben. Haftar wiederum warf dem Allgemeinen Nationalkongress vor, Terrorismus zu unterstützen. Die Kräfte um Haftar und der international anerkannten Regierung werfen dem GNC vor, einen islamistischen Gottesstaat errichten zu wollen.

## 5+5-Verhandlungen
In Berlin begannen am 10. Juni 2015 Verhandlungen über die Zukunft Libyens im Auswärtigen Amt nach Einladung des deutschen Außenministers Frank-Walter Steinmeier. An den Verhandlungen nehmen auf internationaler Seite Vertreter der 5 UNO-Vetomächte, sowie Vertreter aus Deutschland, Spanien, Italien, der EU, sowie den Vereinten Nationen teil. Auf Seiten der libyschen Delegationen nehmen Vertreter der beiden Regierungen, sowie der beiden Parlamente, unabhängige Gruppen und Milizen, sowie Vertreterinnen der Stadt Misrata teil.
Erreicht soll eine neue gemeinsame Übergangsregierung, welche mit internationaler Hilfe die Milizen entwaffnet, die Sicherheitslage im Land wiederherstellt, den Wiederaufbau des Landes einleitet sowie die Terrorgruppe IS bekämpft. Die beiden Parlamente sollen hierzu für die Übergangszeit eines Jahres in 2 Kammern umgewandelt werden.
Nach dem Friedensplan der Vereinten Nationen soll der Neue Allgemeine Nationalkongress als Hoher Staatsrat für die Übergangszeit eines Jahres die zweite Kammer des neuen libyschen Parlamentes werden. Dieser neue Hohe Staatsrat soll 120 Mitglieder umfassen, davon 90 aus dem GNC. Die libysche Regierung und der Abgeordnetenrat lehnten den Vorschlag bisher ab.
Am 8. Oktober 2015 verkündeten die Vertreter des „HOR“ sowie des „GNC“ einen Friedensvertrag. Dieser Friedensvertrag sieht die Bildung einer Einheitsregierung, die Entwaffnung der Milizen, sowie die Teilung der Macht und die Bekämpfung des IS vor.
Aus Reihen des GNC soll Ahmed Miitig neuer stellvertretender Regierungschef werden.
Am 23. Oktober 2015 beschossen Islamisten eine Demonstration in Bengasi, die sich gegen die von der UN geplante Einheitsregierung mit dem ungewählten GNC wenden. Dabei starben 5 Menschen.